# Constitution d'Apatzingán
 (août 2022).
Lire en ligne

http://hdl.loc.gov/loc.law/law0001.20100020755604A.1

Le Décret constitutionnel pour la liberté de l'Amérique mexicaine, dit Constitution d'Apatzingán a été voté le 22 octobre 1814 par le Congrès de Chilpancingo réuni dans la ville d'Apatzingán en raison de la persécution des insurgés par les troupes du vice-roi Félix María Calleja del Rey. La Constitution a été promulguée deux jours plus tard par le Gouvernement suprême et valable pour les forces insurgées et les territoires qu'ils ont réussi à contrôler éphémèrement au cours de la guerre d'indépendance du Mexique.

## Antécédents
Après la mort de Miguel Hidalgo, le 30 juillet 1811, son successeur à la tête des indépendantistes, José María Morelos, lance à Acapulco un appel pour réunir en septembre 1811 une assemblée constituante dans la ville de Chilpancingo (actuellement l'État de Guerrero), dont le but était de créer un gouvernement indépendant qui prend le nom de Congrès suprême du Mexique, et est instauré le 14 septembre 1813. Le même jour, Morelos a annoncé à l'Assemblée une déclaration ayant les traits d'un programme politique appelé Sentiments de la Nation, dans lequel il déclare l'indépendance totale de l'Amérique mexicaine et établit un gouvernement populaire représentatif avec séparation des pouvoirs, interdit l'esclavage et la division de la population en castes. Le 6 novembre de la même année, le Congrès signe le premier document officiel de déclaration d'indépendance connu sous le nom d'Acte solennel de la Déclaration d'indépendance de l'Amérique du Nord.